# Benetton Group
Benetton Group S.r.L. es una empresa de moda fundada en Ponzano Veneto, Italia. Su nombre se debe al apellido familiar de sus creadores, quienes la establecieron en el año 1965. Cotizaba en la Bolsa de Italia.
La historia comenzó en 1955 cuando Luciano Benetton, el mayor de cuatro hijos, tenía solo 20 años y trabajaba como vendedor de periódicos en Treviso. Se dio cuenta de que la gente quería colores en sus vidas y especialmente en su ropa. Su hermana hacia suéteres así que vendió una bicicleta de un hermano menor para poder comprar la primera tejedora de segunda mano para que los suéteres se hiciesen más rápido, y comenzó a comercializar una pequeña colección de suéteres a las tiendas locales en el área de Véneto. La reacción positiva a sus diseños fue sólo el principio de un sólido comienzo. Poco después, les pidió a su hermana Giuliana y sus dos hermanos menores, Gilberto y Carlo, que se unieran al negocio.
En 1966, los Benetton abrieron su primera tienda en Belluno y en 1969 en París, con Luciano como presidente, su hermano Gilberto a cargo de la administración, su hermano menor Carlo de la producción, y Giuliana como diseñadora jefa.
Su negocio principal es la ropa con la línea casual (informal) "United Colors of Benetton", "Sisley" más orientada a la alta costura, "Playlife" ropa para toda ocasión.
Sus productos incluyen ropa para mujeres, hombres, niños y ropa interior. Recientemente se expandieron al negocio de los perfumes y artículos de aseo personal, artículos para el hogar como accesorios de cocina y productos para bebés.

## Publicidad
En los años 1990 Benetton fue conocido en los Estados Unidos por producir una serie de controvertidos anuncios de larga duración, a veces ofensivos, que han provocado que un número de críticos de los medios acusase a la compañía de crear deliberadamente polémica para vender sus productos. Esta campaña de publicidad se originó cuando al fotógrafo Oliviero Toscani se le otorgó "carta roja" por la administración de Benetton. Los anuncios titulados "United Colors of Benetton" incluían imágenes que aparentemente no se relacionan en lo absoluto con la ropa que es vendida por la compañía, como escenas de gente muriendo de SIDA, multitudes en pánico saltando de un barco que se está hundiendo, un bebé recién nacido que no ha sido lavado, lleno de sangre, y un sentenciado a muerte; así como también predominan las imágenes de grupos de personas de varias etnias haciendo énfasis en el contraste entre personas blancas y negras, pero a la vez hace ver que todos somos iguales. La única publicidad en estas fotografías es el logotipo de Benetton.
Su campaña más reciente fue en el 2011 llamada Unhate para que haya menos odio en el mundo. Sus polémicas imágenes muestran por ejemplo al expresidente de Venezuela Hugo Chávez (difunto) besándose con el presidente de Estados Unidos Barack Obama.

## Fabrica
"Fabrica" es el centro del Grupo Benetton dedicado a la investigación de la comunicación, creado en 1994 a partir del patrimonio cultural del Grupo, con sede en Treviso, en el complejo arquitectónico restaurado y ampliado por Tadao Andō. El reto de Fabrica es la innovación y la internacionalidad: una manera de conjugar cultura e industria por medio de la comunicación, que ya no elige sólo las formas publicitarias tradicionales, sino que propaga la “cultura industrial”, la “inteligencia” de la empresa con el uso de otros medios: el diseño, la música, el cine, la fotografía, las publicaciones editoriales e Internet. Fabrica decidió apostar por la creatividad latente de los jóvenes artistas-experimentadores provenientes de todo el mundo, invitados tras una exhaustiva selección para desarrollar proyectos concretos de comunicación bajo la dirección artística de expertos de los distintos sectores. La publicación Colors magazine forma parte también de las actividades de Fabrica. La revista es financiada por el Grupo Benetton en tres ediciones bilingües: inglés con italiano, francés o español. En el año 2011 Benetton lanzó una campaña publicitaria en nombre de la lucha contra el odio utilizando un fotomontaje del Papa Benedicto XVI besando a Sheikh Ahmed Mohamed el-TayebEl, lo mismo con el presidente Obama besando en la boca al chino Hu Jintao y al venezolano Hugo Chávez.

## Deporte
La empresa Benetton patrocinó a diversos equipos de Fórmula 1 a principios de la década de 1980. Luego compitió entre 1986 y 2001 con su propia escudería, Benetton Formula, con la cual Michael Schumacher logró dos títulos de campeón.
La empresa también ha sido propietaria de equipos deportivos en Treviso. El club de rugby Benetton Rugby Treviso pertenece a la familia desde 1979. Luego de dominar el campeonato italiano, se unió en 2010 al Pro12, donde juega contra equipos de Irlanda, Gales y Escocia. También ha jugado la mayoría de las ediciones de la Copa Heineken, aunque sin avanzar de la fase de grupos.
El Treviso Basket fue propiedad de la familia Benetton entre 1982 y 2012, logrando cinco campeonatos italianos de baloncesto y dos apariciones en las finales de la Euroliga. El Sisley Volley Treviso ganó nueve veces el campeonato italiano de vóeibol y cuatro veces la Liga de Campeones de Europa entre 1987 y 2012.

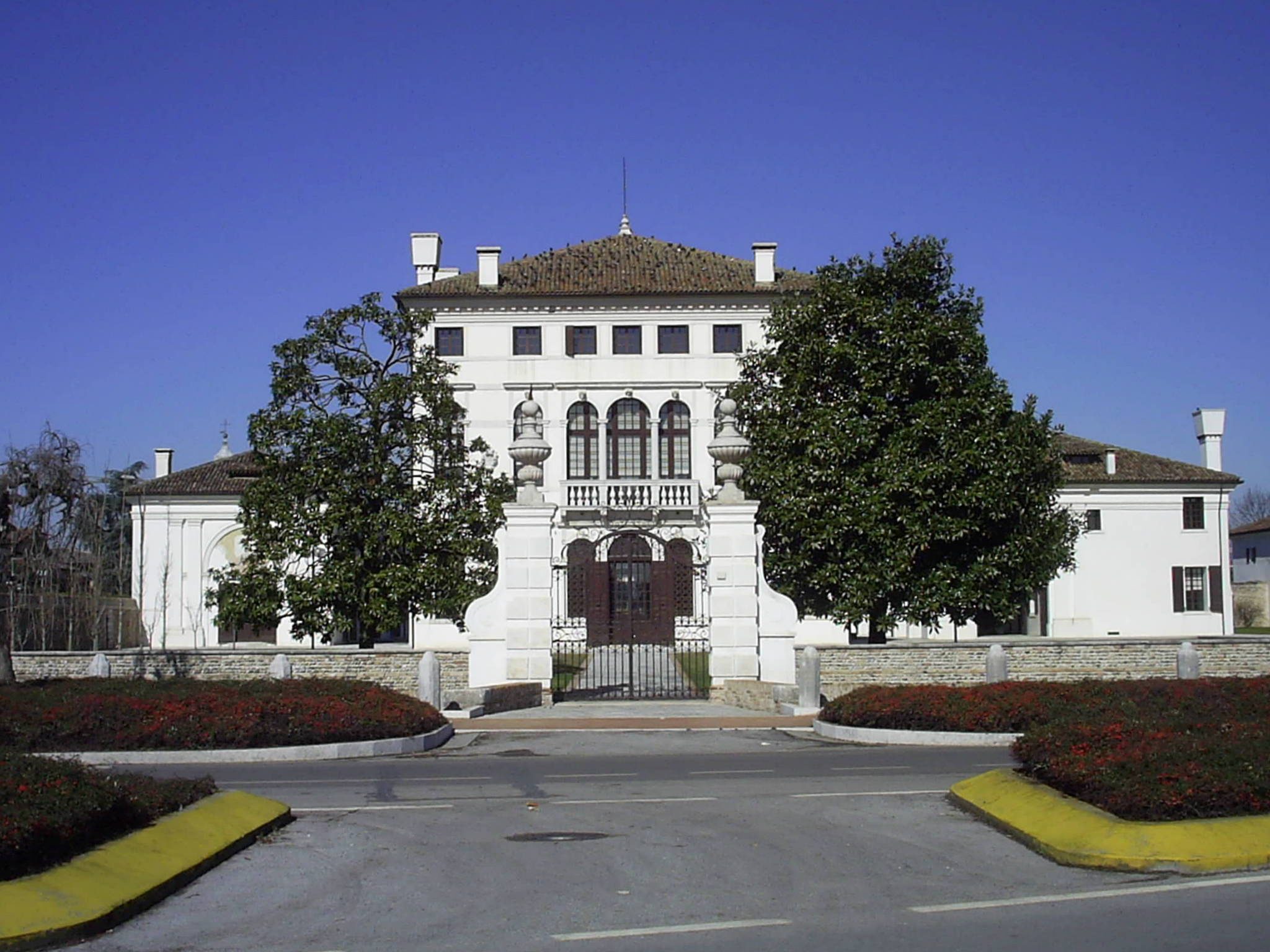
Villa Minelli (Ponzano Veneto)

## Sede
La sede del Grupo Benetton es Villa Minelli, ubicada en Ponzano Veneto, en la provincia de Treviso. Villa Minelli es un conjunto de edificios del siglo XVI de gran interés histórico y cultural. Fue comprada en 1969 y se confió la restauración y modernización a los arquitectos Afra y Tobia Scarpa. Las obras de adecuación y remodelación tardaron en total más de quince años. Desde mediados de los años ochenta, Villa Minelli se ha convertido en la sede del Grupo y el centro operativo de todas sus funciones estratégicas.

## Críticas
Benetton fue denunciada por el pueblo mapuche por usurpación de tierras ancestrales en la Patagonia argentina.
La Comunidad Mapuche de Santa Rosa-Leleque, al sur de Argentina, ha impuesto una denuncia penal a la marca italiana por usurpación de tierras, que fueron compradas ilegalmente. Benetton es el mayor latifundista de Argentina con más de 970.000 hectáreas en terrenos que llegan hasta la Patagonia, donde elaboran el 10% de su producción de lana.
PETA ha realizado una campaña de protesta contra Benetton debido a su uso de la lana australiana en sus prendas. Esto, debido a la controversia en el proceso de la obtención de la lana.